# Будинок Сікорського
Садиба Сікорського — будівля у Києві, пам'ятка історії національного значення, розташована за адресою вулиця Ярославів Вал, 15 Б.

## Історія

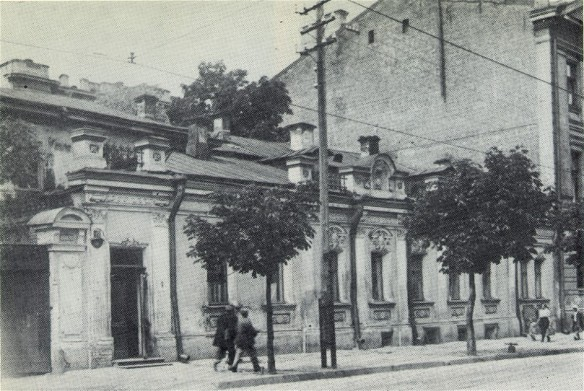
Фасадний будинок на початку XX століття, де розміщувалася школа Миколи Лисенка

Родина Сікорських була пов'язана з садибою на Ярославовому Валу 15 з 1885 року. На момент купівлі садиби професором медицини Університету Святого Володимира Іваном Сікорським вона являла собою дерев'яні одноповерховий житловий будинок, що виходив на вулицю, та флігель у дворі, споруджені 1854 року. Наприкінці XIX століття дерев'яний фасадний будинок було знесено, а на його місці збудовано цегляний (будинок № 15), а 1904 на місці флігеля постав інший цегляний триповерховий будинок (будинок № 15 Б), на першому поверсі якого у шестикімнатній квартирі остаточно оселилася родина Сікорських. У 1904—1912 роках у будинку мешкав син Івана Сікорського Ігор — майбутній авіаконструктор, сам Іван Сікорський мешкав у будинку до своєї смерті 1919 року.
Одноповерховий фасадний будинок № 15 не зберігся. 1904 року після переїзду родина Сікорських здала його в оренду за 2500 рублів на рік Миколі Лисенку, який заснував у ньому власну музично-драматичну школу. Після реорганізації школи в музично-драматичний інститут 1918 року заклад перебував у будівлі ще протягом двох років до 1920. Під час Другої світової війни у будинку розміщувався штаб і командний пункт Київського корпусу протиповітряної оборони, а у 1950-х роках на місці фасадного будинку був побудований готель «Червона зірка» Київського військового округу.
Триповерховий будинок № 15 Б збережений і перебуває у занедбаному стані. Разом з колишнім готелем «Червона зірка» він перебував у власності готелю «Козацький» міністерства оборони України. 2000 року садиба Сікорського була передана в оренду на 49 років благодійного фонду «Музей історії повітроплавання і авіації ім. Сікорського», пов'язаного з Нестором Шуфричем. Попри зобов'язання фонду відновити будівлю жодного ремонту вона не зазнала, продовжуючи руйнуватися. 2016 року рішенням Київського апеляційного господарського суду будинок Сікорського був повернутий у власність Міністерства оборони.
Увечері 13 травня 2021 в підвальному приміщенні будівлі сталася пожежа на площі 30 кв. м.